# Snohomish County
Snohomish County ist ein County in der Metropolregion Seattle im US-Bundesstaat Washington der Vereinigten Staaten. Das U.S. Census Bureau hat bei der Volkszählung 2020 eine Einwohnerzahl von 827.957 ermittelt. Der Sitz der Countyverwaltung (County Seat) befindet sich in Everett.

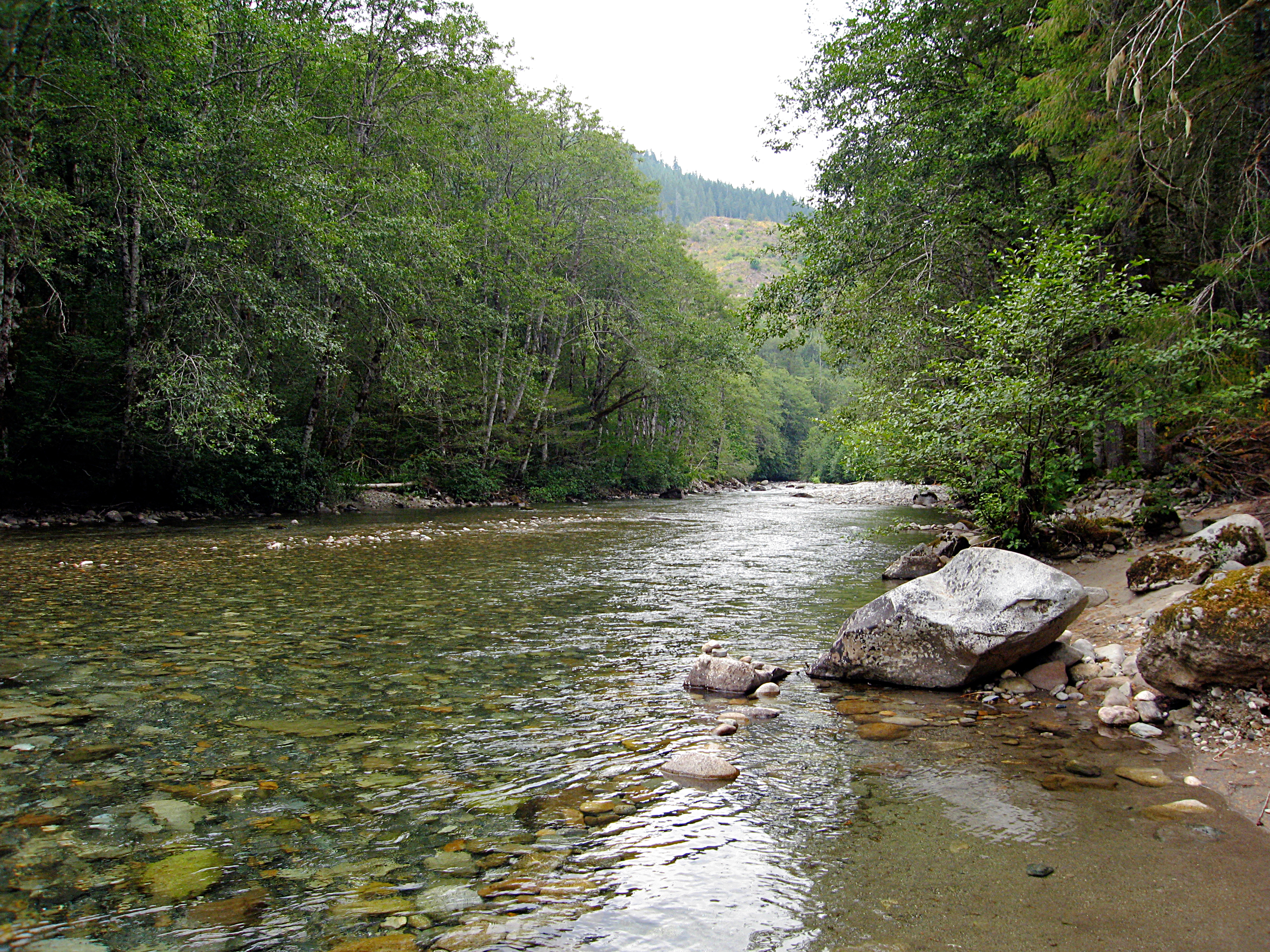
Der Beckler River

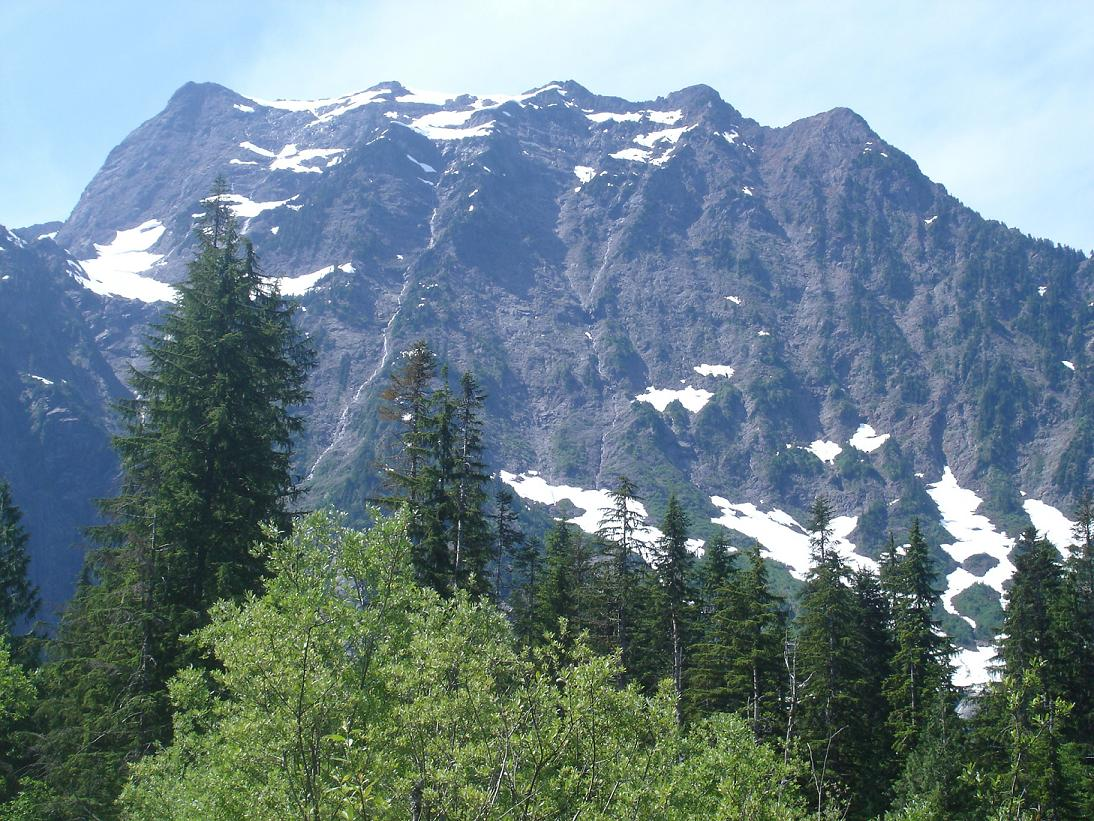
Der Big Four Mountain nahe Granite Falls

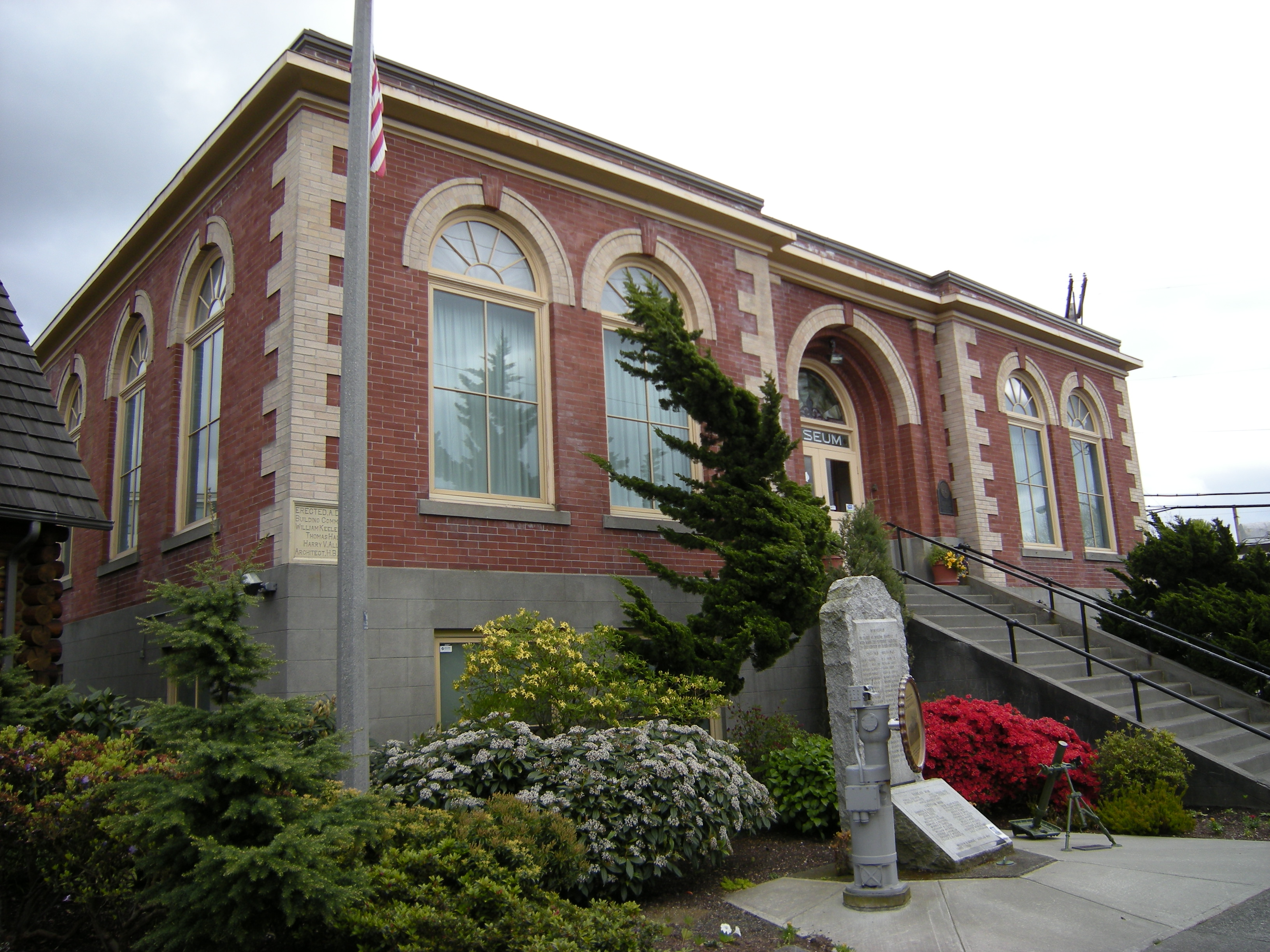
Die Andrew Carnegie Library in Edmonds, erbaut 1910, ist seit 1973 ein Museum (NRHP ID-Nr. 73001887)

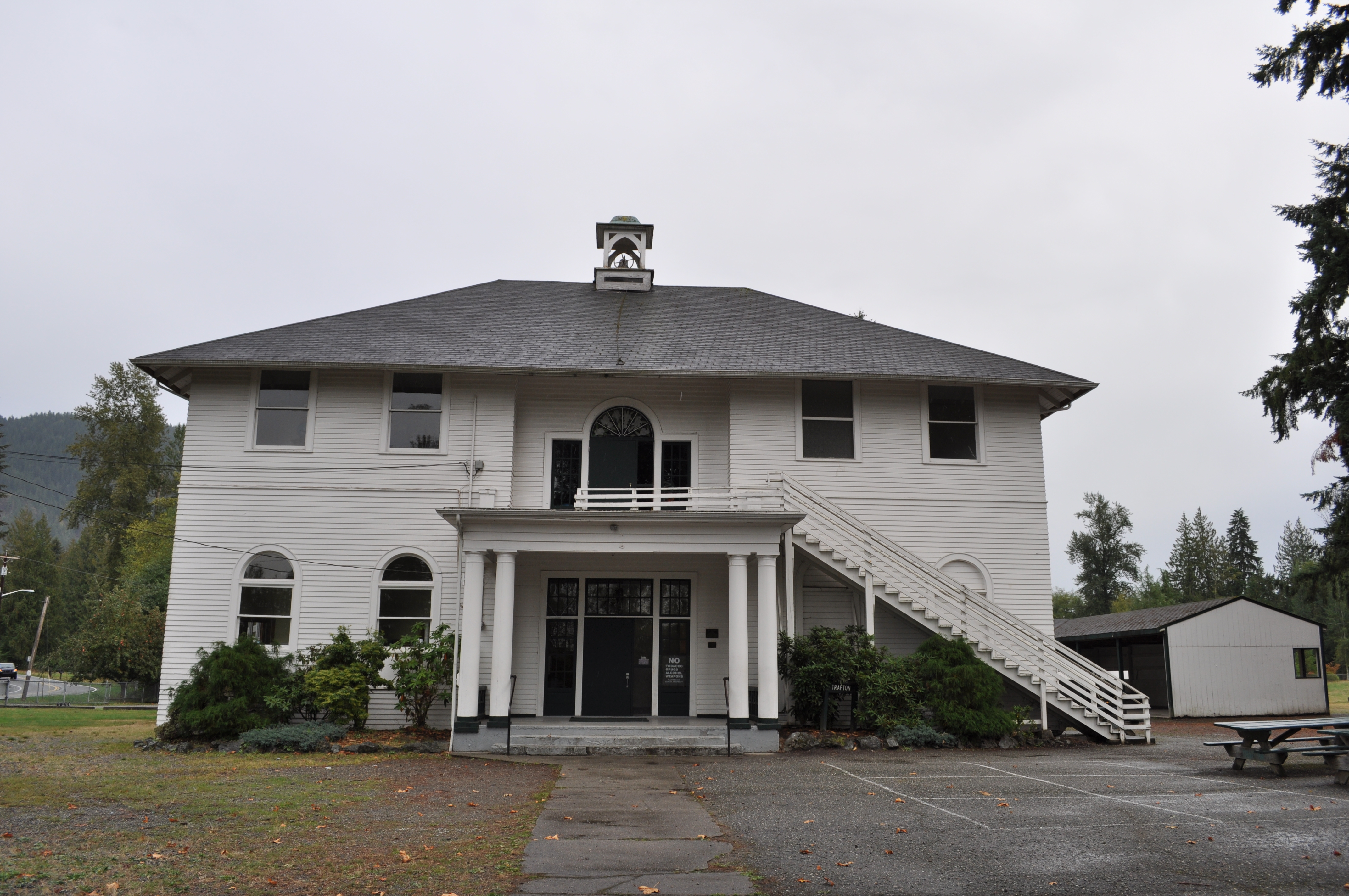
Das 1912 erbaute Gebäude der Trafton School in Arlington (NRHP ID-Nr. 06000730)

Snohomish County

## Geographie
Das County hat eine Fläche von 5689 Quadratkilometern, davon sind 5411 Quadratkilometer Land- und 278 Quadratkilometer (4,89 Prozent) Wasserfläche.
Im Westen liegt der County an der Meeresbucht Puget Sound. Hier ist die Landschaft flach. Im Südwesten des County liegen die beiden 40.000-Einwohner-Städte Edmonds und Lynnwood, die stark in den Großraum Seattle eingebunden sind. Das angrenzende Bothell gehört nur teilweise zum Snohomish County. Die viel kleinere Stadt Woodway im äußersten Südwesten des County wurde 1958 nur deshalb gegründet, um einer möglichen Eingemeindung nach Edmonds zuvorzukommen. Sie entstand durch Parzellierung eines Küstenwaldes in ausschließlich große Grundstücke, so dass sie das höchste Pro-Kopf-Einkommen (Stand: Zensus 2010) im County besitzt.
Der Osten ist hingegen bergig und kaum besiedelt. Der höchste Berg ist der 3.123 Meter hohe Glacier Peak (Gletschergipfel), ein aktiver Schichtvulkan der Kaskadenkette.
Zwei Flüsse fließen im Bereich des County ins Meer:
- Der Snohomish River fließt zwischen Everett und Marysville in die Port Gardner Bay, einen Teil des Puget Sound. Unter diesem Namen ist er nur 32 Kilometer lang, wesentlicher Zufluss aus dem Gebiet des Countys ist der Skykomish River. Zu dessen Flusssystem gehört auch der Lake Roesiger östlich von Everett, der als beliebtes Ausflugsziel gilt.
- Der Stillaguamish River fließt weiter nördlich in den Port Susan, auch ein Teil der Port Gardner Bay. Er besteht aus einem nördlichen und einem südlichen Arm, die sich bei Arlington für die letzten 35 Kilometer vereinigen. Wichtigster Zufluss des nördlichen Armes ist der in der Kaskadenkette entspringende Boulder River.

## Geschichte
- Der Name des County verweist auf den indianischen Stamm der Snohomish, die früher in dem Gebiet lebten.
- Der Donation Land Claim Act von 1850, ein Vorläufer des Heimstättengesetzes, öffnete das Land für weiße Siedler. Nach dem Vertrag von Point Elliott von 1855 mussten die Indianer in Reservate umsiedeln. So entstand die Tulalip Indian Reservation, in der heute auf 91 km² zwischen der Küste und der Autobahn Interstate 5 etwa 10.000 Menschen leben.
- Der County wurde 1861 gegründet. Verwaltungssitz war die 1858 gegründete Stadt Snohomish (bis 1871 Cadyville). Im Jahre 1897 verlor sie diese Funktion an Everett.
- Die Siedlung Monte Cristo, die 1893 mit 1.200 Einwohnern einen kurzzeitigen Boom erlebte, ist inzwischen eine Geisterstadt.
- 1953 wurde die militärische Jim Creek Naval Radio Station erbaut, über die seitdem Befehle an getauchte U-Boote übermittelt werden können.
- Bei einem Erdrutsch im Jahre 2014 wurden weite Teile der Siedlung Oso zerstört, über 40 Menschen starben.
- Ebenfalls 2014 fand in der Stadt Marysville an der Pilchuck High School ein Amoklauf statt, der die Stadt für kurze Zeit landesweit bekannt machte[4][5][6][7].

## Flughafen und Boeing-Werk
Der Flughafen Everett, auch Paine Field genannt, wurde 1936 eröffnet. Das direkt angrenzende Boeing-Werk Everett besteht seit 1968 und besitzt heute die größte Montagehalle der Welt.

## Demografische Daten
Nach der Volkszählung im Jahr 2000 lebten im County 606.024 Menschen. Es gab 224.852 Haushalte und 157.846 Familien. Die Bevölkerungsdichte betrug 112 Einwohner pro Quadratkilometer. Ethnisch betrachtet setzte sich die Bevölkerung zusammen aus 85,63 % Weißen, 1,67 % Afroamerikanern, 1,36 % amerikanischen Ureinwohnern, 5,78 % Asiaten, 0,28 % Bewohnern aus dem pazifischen Inselraum und 1,92 % aus anderen ethnischen Gruppen; 3,36 % stammten von zwei oder mehr ethnischen Gruppen ab. 4,72 % der Bevölkerung waren spanischer oder lateinamerikanischer Abstammung.
Von den 224.852 Haushalten hatten 37,30 % Kinder und Jugendliche unter 18 Jahre, die bei ihnen lebten. 56,00 % waren verheiratete, zusammenlebende Paare, 9,80 % waren allein erziehende Mütter. 29,80 % waren keine Familien. 22,60 % waren Singlehaushalte und in 6,50 % lebten Menschen im Alter von 65 Jahren oder darüber. Die Durchschnittshaushaltsgröße betrug 2,65 und die durchschnittliche Familiengröße lag bei 3,13 Personen.
Auf das gesamte County bezogen setzte sich die Bevölkerung zusammen aus 27,40 % Einwohnern unter 18 Jahren, 8,50 % zwischen 18 und 24 Jahren, 33,00 % zwischen 25 und 44 Jahren, 22,00 % zwischen 45 und 64 Jahren und 9,10 % waren 65 Jahre alt oder darüber. Das Durchschnittsalter betrug 35 Jahre. Auf 100 weibliche Personen kamen 100,10 männliche Personen, auf 100 Frauen im Alter ab 18 Jahren kamen statistisch 98,20 Männer.

Das jährliche Durchschnittseinkommen eines Haushalts betrug 53.060 USD, das Durchschnittseinkommen der Familien betrug 60.726 USD. Männer hatten ein Durchschnittseinkommen von 43.293 USD, Frauen 31.386 USD. Das Prokopfeinkommen betrug 23.417 USD. 6,90 % der Bevölkerung und 4,90 % der Familien lebten unterhalb der Armutsgrenze. 7,60 % davon waren unter 18 Jahre und 7,80 % waren 65 Jahre oder älter.